# Jan Szczerbowski
Jan Andrzej Szczerbowski (ur. 15 listopada 1935 w Oświęcimiu, zm. 3 stycznia 2023 w Olsztynie) – polski profesor nauk rolniczych w zakresie rybactwa śródlądowego, doktor honoris causa multi, nauczyciel akademicki

## Życiorys
Wychował się w Oświęcimiu w bezpośrednim sąsiedztwie późniejszego obozu Auschwitz. W marcu 1945 został przyjęty do IV klasy szkoły podstawowej. W 1948 przeszedł do Liceum Ogólnokształcącego w Oświęcimiu, w którym cztery lata później zdał maturę. W 1958 ukończył studia inżynierskie na Wydziale Rybackim Wyższej Szkoły Rolniczej w Olsztynie, a rok później został zatrudniony na tym wydziale na stanowisku asystenta technicznego. Po ukończeniu studiów magisterskich w 1961 rozpoczął pracę jako nauczyciel akademicki na stanowisku asystenta, a później starszego asystenta. Stopień doktora otrzymał w 1966 na Wydziale Rybactwa Morskiego Wyższej Szkoły Rolniczej w Szczecinie na podstawie rozprawy Odżywianie się i wzrost siei (Coregonus lavaretus L.) w jeziorach o różnym charakterze limnologicznym, napisanej pod kierunkiem prof. dr. Stanisława Bernatowicza. W 1967 został adiunktem w olsztyńskiej uczelni. Po uzyskaniu stopnia doktora habilitowanego (1970) został docentem. W 1972 został powołany na stanowisko dyrektora Instytutu Ichtiologii i Rybactwa na nowym Wydziale Ochrony Wód i Rybactwa Śródlądowego Akademii Rolniczo-Technicznej w Olsztynie. W 1978 otrzymał tytuł profesora nadzwyczajnego nauk rolniczych, a w 1986 – profesora zwyczajnego. W 1977 wygrał konkursu na stanowisko dyrektora Instytutu Rybactwa Śródlądowego w Olsztynie – zajmował je przez 23 lata. 
Tematyka badawcza profesora Szczerbowskiego obejmowała biologię ryb słodkowodnych,  w szczególności troci jeziorowej, siei i karasia. Jest autorem ok. 500 publikacji i opracowań, a w tym: 53 – oryginalnych prac naukowych, 30 podręczników i skryptów. Wypromował ponad 50 magistrów i inżynierów, 6 doktorów, z których 3 uzyskało tytuł profesora. Otrzymał 17 odznaczeń i wyróżnień.  
Profesor był  członkiem Rady Naukowo-Ekonomicznej przy Ministrze Rolnictwa, Komitetu Nauk Zootechnicznych PAN, Komisji Ekspertów Ministerstwa Edukacji Narodowej, Komisji Senatu Berlina do reorganizacji nauki w NRD, Centralnej Komisja ds. Tytułu i Stopni Naukowych, Europejskiej Unii Ichtiologów. W 1979 Minister Nauki, Szkolnictwa Wyższego i Techniki w 1979 powierzył mu funkcję koordynatora Rządowego Programu Badawczo-Rozwojowego „Optymalizacja produkcji i spożycia białka”. W 1982 w Iraku podpisał umowę dotyczącą badania jezior, które realizowano do 1989. W 1985 został członkiem grupy roboczej EIFAC-FAO, a Minister Rolnictwa i Gospodarki Żywnościowej włączył go do Rady Naukowej Instytutu Weterynarii w Puławach. W latach 1968–1990 należał do Polskiej Zjednoczonej Partii Robotniczej.
Tytuł doktora honoris causa otrzymał w 1997 w Akademii Rolniczej w Szczecinie, laudację wygłosił promotor profesor Aleksander Winnicki oraz w 2000 w macierzystej uczelni. 1 stycznia 2000 został wybrany na członka Rady Patronackiej UWM – przez 9 lat pełnił funkcję jej przewodniczącego. W 2007 przeszedł na emeryturę. 

## Wybrane publikacje[12]
- Rybactwo jeziorowe i rzeczne. Państwowe Wydawnictwo Rolnicze i Leśne, Warszawa 1981, 274 ss. ISBN 8309003137
- Rybactwo śródlądowe. Wyd. Instytutu Rybactwa Śródlądowego, Olsztyn 1993, 570 ss.
- Karasie. Wyd. Instytutu Rybactwa Śródlądowego, Olsztyn 1996, s. 175 (wsp. A. J. Szczerbowski)
- Podstawy rybactwa. Wyd. Instytutu Rybactwa Śródlądowego, Olsztyn 2005, 188 ss. ISBN: 83-87506-94-X
- Encyklopedia rybacko-wędkarska. Wydawnictwo Instytutu Rybactwa Śródlądowego, Olsztyn 1998, 476 ss.
- Encyklopedia rybactwa. Wyd. Instytutu Rybactwa Śródlądowego, Olsztyn 2011, 590 ss.

## Wybrane odznaczenia i wyróżnienia
- Złoty Krzyż Zasługi[1]
- Krzyż Kawalerski Orderu Odrodzenia Polski (1990)[11]
- Medal 40-lecia PRL (1985)[11]
- Medal S. Sakowicza (2001)[11]
- tytuł doktora honoris causa Akademii Rolniczej w Szczecinie (1997)[11][8][9]
- tytuł doktora honoris causa Uniwersytetu Warmińsko-Mazurskiego w Olsztynie (2000)[11]